# Варіаційна крива
Варіаційна крива, крива Кетле — графічне зображення кількісних показників мінливості певної ознаки, яке ілюструє розмах мінливості й частоту зустрічальності окремих варіантів. Розподіл варіант усередині варіаційного ряду можна графічно зобразити у вигляді варіаційної кривої. За допомогою варіаційної кривої можна встановити середні показники і норму реакції певної ознаки. 
Спадкова мінливість буває комбінативною і мутаційною:
- Комбінативна мінливість виникає внаслідок нових варіантів поєднань алелей.
- Мутаційна мінливість, спричинена стійкими змінами генетичного апарату, що виникають раптово як у нестатевих (соматичні мутації), так і статевих (генеративні мутації) клітинах. Мутації можуть по-різному впливати на організми: спричинювати їхню загибель (летальні), знижувати життєдіяльність (сублетальні) або є не впливати на неї за певних умов довкілля (нейтральні).